# Bernard de Tramelay
Bernard de Tramelay (zm. 16 sierpnia 1153 w Askalonie) – czwarty wielki mistrz zakonu templariuszy w l. 1152 - 1153
Pochodził z burgundzkiego rodu spod Dijon.
Już jako wielki mistrz templariuszy brał udział w oblężeniu twierdzy Askalon. Według kronikarza Wilhelma z Tyru śmierć jego była wynikiem pychy i chciwości. Nie czekając na resztę armii chrześcijańskiej a chcąc wyłącznie sobie przypisać zdobycie twierdzy i zagarnąć bogate łupy, nakazał nikogo nie wpuszczać przez uzyskany wyłom w murach miasta, a sam wdarł się tam na czele 40 swoich rycerzy. Tam też został odcięty od reszty armii i poległ wraz ze swoimi towarzyszami.